# Anomaloglossus parimae
Anomaloglossus parimae (La Marca, 1997) è un anfibio anuro, appartenente alla famiglia degli Aromobatidi.

## Etimologia
L'epiteto specifico è stato dato in riferimento alla Serranía Parima, luogo dove è stato scoperto l'esemplare tipo.

## Distribuzione e habitat
È endemica della Serranía Parima nello stato di Amazonas, Venezuela.